# 2266 Чайковський
2266 Чайковський (2266 Tchaikovsky) — астероїд головного поясу, відкритий 12 листопада 1974 року.
Тіссеранів параметр щодо Юпітера — 3,076.